# Langues des îles de l'Amirauté
Les langues des îles de l'Amirauté sont un groupe de langues océaniennes dans la branche malayo-polynésiennne des langues austronésiennes. Elles sont nommées d'après l'archipel des îles de l'Amirauté en Papouasie-Nouvelle-Guinée.

## Classification

Les langues océaniennes. Les langues des îles de l'Amirauté sont entourées en orange, au Nord de la Nouvelle-Guinée

### Place dans les langues océaniennes
Les langues des îles de l'Amirauté sont un groupe de premier niveau dans la classification des langues océaniennes de Lynch, Ross et Crowley. Cela signifie que pour ces auteurs, ce groupe de langues est un descendant direct du proto-océanien. Le yap pourrait leur être rattaché (actuellement, c'est un isolat).

### Caractéristiques du groupe
Les langues des îles de l'Amirauté partagent certaines innovations par rapport au proto-océanien :
- le proto-océanien *R devient *y en proto-amirauté, devant les voyelles hautes. Ailleurs, il disparaît.
- les enclitiques qui marquent la possession en proto-océanien sont remplacés par des pronoms indépendants.
- l'article commun na du proto-océanien s'agrège au mot et provoque des changements phonétique à l'initiale.

### Classification interne
Selon Lynch, Ross et Crowley, les membres du groupe des îles de l'Amirauté et leur classification interne sont:
- famille amirauté occidentale[4] :
  - wuvulu-aua
  - seimat
  - kaniet
- famille amirauté orientale:
  - lien manus:
    - lien manus occidental:
      - lien manus occidental éloigné
        - nyindrou
        - sori-harengan
        - hermit
        - bipi

      - lien manus occidental moyen
        - mondropolon
        - bohuai
        - levei-tulu (ou drehet, khehek)
        - likum

      - groupe Est-Ouest:
        - mokoreng, loniu
        - pak-tong

    - lien manus oriental:
      - ponam
      - andra-hus
      - leipon
      - kurti, kele, ere
      - koro, lele, nali, titan

  - famille amirauté du Sud-Est:
    - nauna
    - penchal
    - lenkau
    - baluan-pam
    - lou